# Жареная рыба

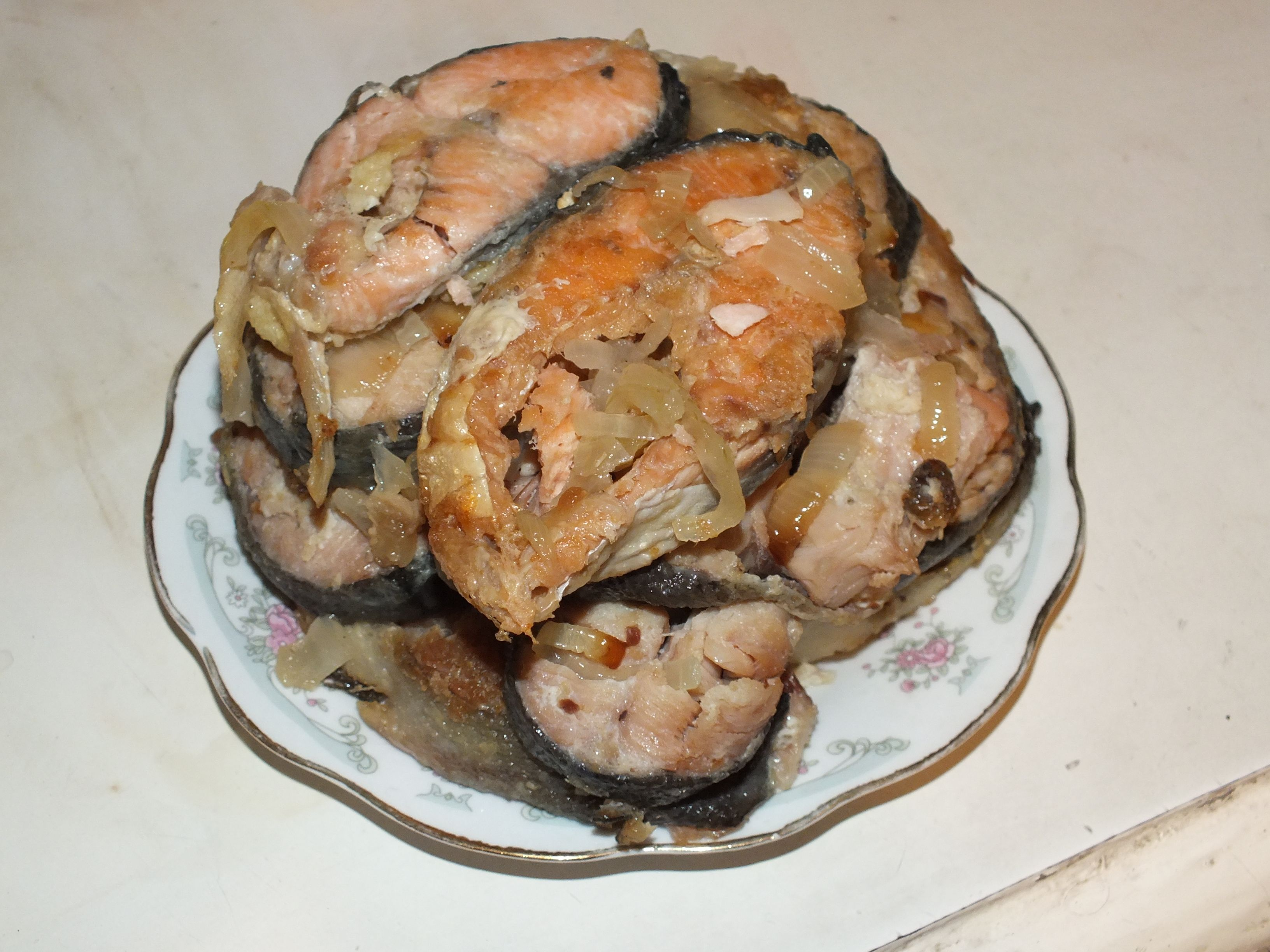
Жареная кета

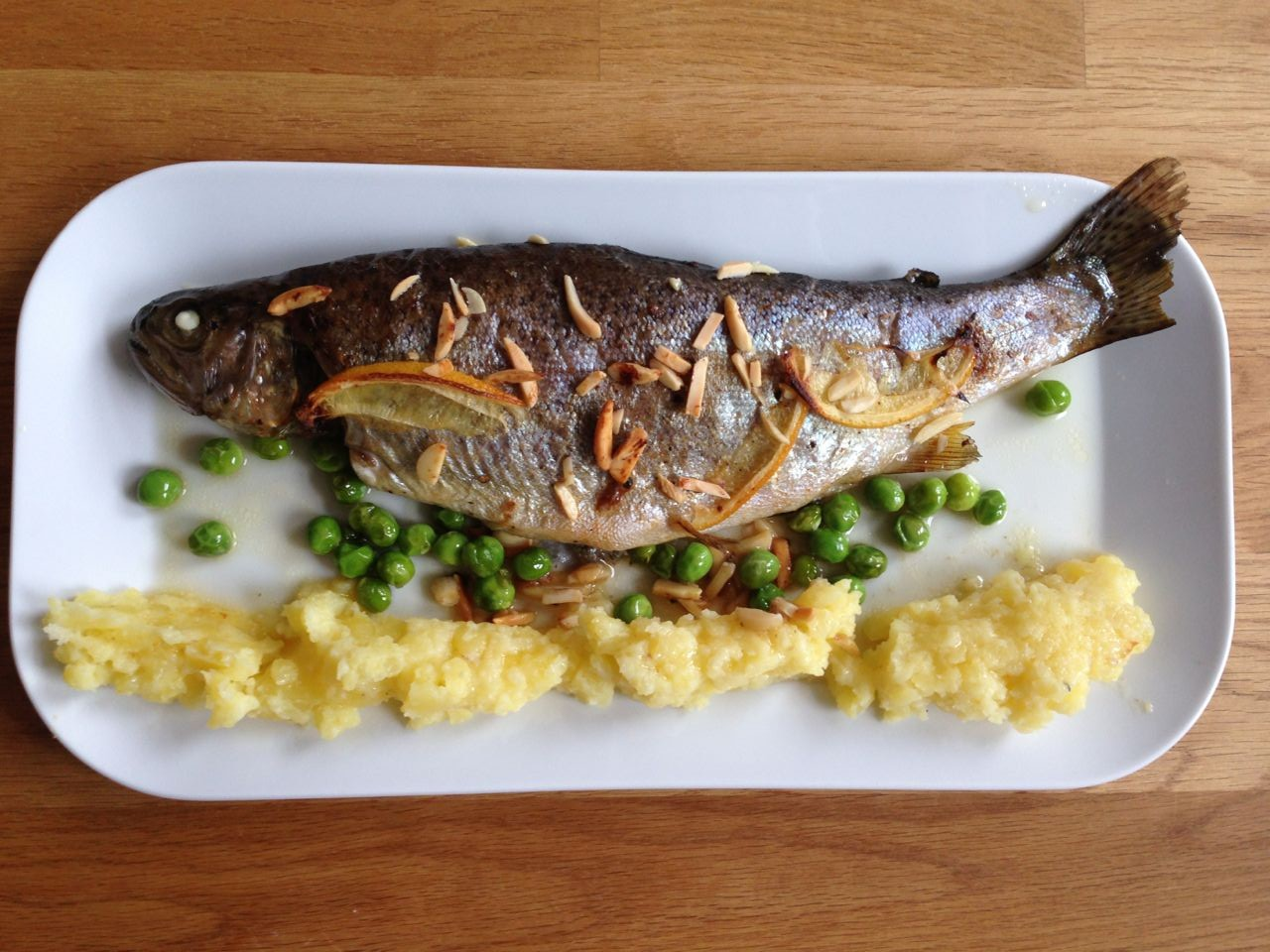
Форель а-ля мёньер

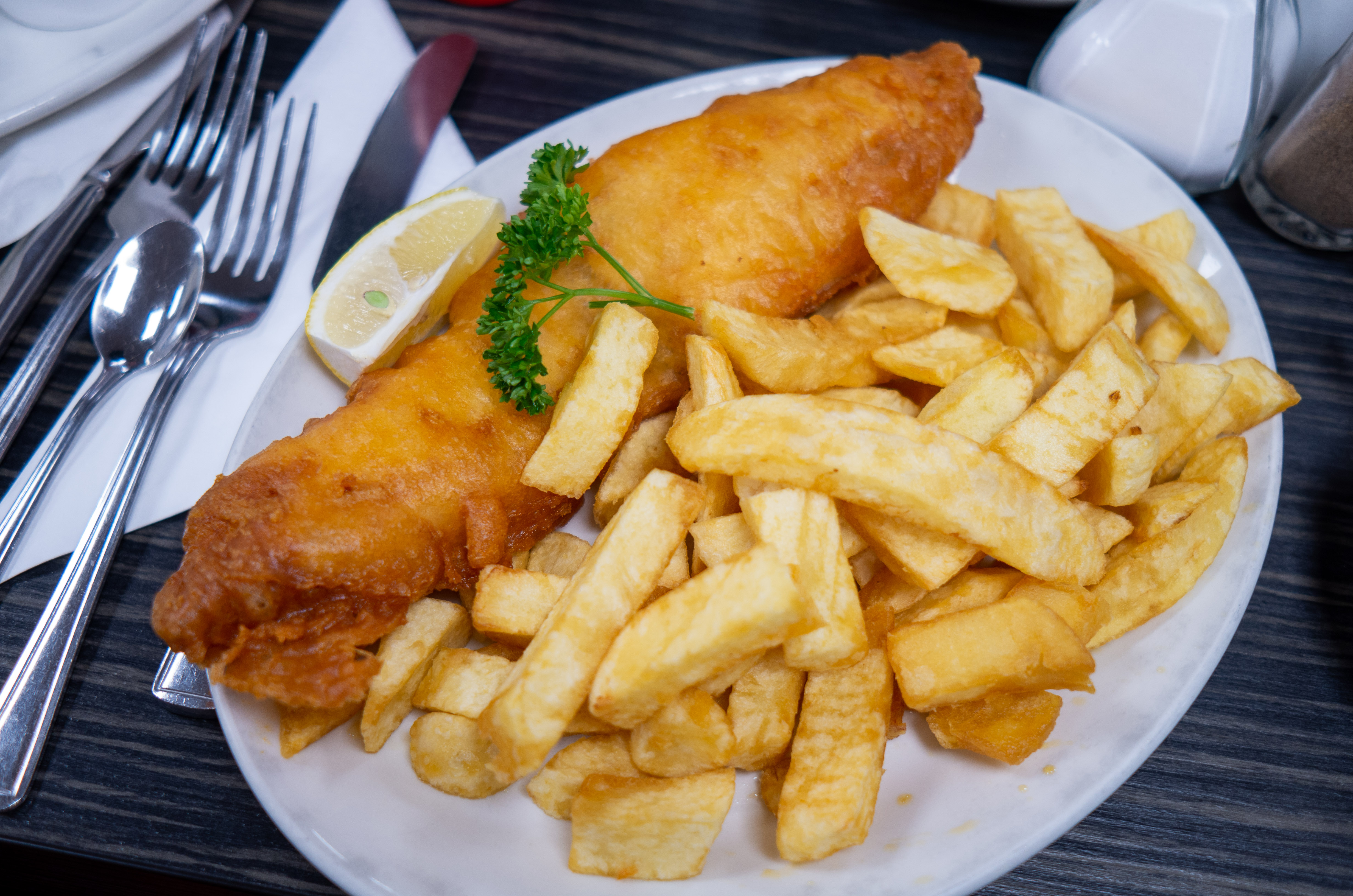
Рыба и картофель фри

Жареная рыба — обобщающее название рыбных блюд и кулинарных изделий, приготавливаемых жареньем. При жарке рыба сохраняет экстрактивные вещества, за счёт поджаристой корочки улучшаются её вкус и запах. Жареная рыба содержит больше питательных веществ, чем отварная или припущенная. Калорийность жареной рыбы выше за счёт поглощения определённого количества жира. В европейской кухне жареную рыбу обычно сервируют с жареным или отварным картофелем, картофельным пюре, рассыпчатыми кашами и украшают зеленью петрушки или укропа, часто с ломтиком лимона, холодным соусом на основе майонеза с корнишонами или горячим томатным соусом.
Для жарки подходят все виды рыбы. Для жаренья рыбу разделывают на филе с рёберными костями и без них, с кожей и без неё, а также используют непластованную рыбу, нарезанную порционными кусками — кругляшами. Мелкую рыбу жарят целиком с головой и без неё, рыбу осетровых пород — звеньями или порционными кусками. Для жарки рыбы пригодны любые жиры, кроме говяжьего и бараньего сала: рафинированные растительные масла (подсолнечное, оливковое, горчичное, кунжутное, хлопковое и рапсовое), топлёное масло, смалец, растительное сало, а также масляно-жировые смеси. В русской кухне для жарки рыбы традиционно употребляют топлёное сливочное масло, в европейской — разогретое до определённого колера обычное сливочное масло, в китайской — арахисовое или кунжутное.
В русских кулинарных традициях для жаренья рыбы применяют три способа: на сковороде или противне в жарочном или духовом шкафу, во фритюре, а также на решётке или вертеле. Для жарки рыбы также используют электросковороды, глубокие сотейники и фритюрницы. Иногда вариантом жареной рыбы считается запечённая. Основным способом является жаренье в небольшом количестве жира на сковороде или противне, в зависимости от размера продукта. Перед жаркой в жиру рыбу приправляют солью и перцем и обычно панируют в пшеничной муке, хлебной (белой панировке, из измельчённого в мелкую крошку чёрствого мякиша белого хлеба) или сухарной крошке. Для фирменного рыбного блюда венгерской кухни — судака по-балатонски — муку смешивают с паприкой. Для придания нежного своеобразного вкуса перед жаркой рыбу также предварительно маринуют в холоде в лимонном соке с растительным маслом, репчатым луком, зеленью и пряностями. Замаринованную рыбу затем также панируют в муке, льезоне и затем в сухарях. Чтобы при термической обработке порционные куски не деформировались, кожу протыкают ножом в нескольких местах. Классический рецепт жарки морской и пресноводной рыбы среднего размера целиком, чаще всего форели или камбалы, — «по-мельничихински», а-ля меньер из французской кухни: рыбу сначала опускают в приправленное специями молоко, панируют в муке и жарят до золотистого цвета в сливочном масле. Перед подачей рыбу сбрызгивают лимонным соком, поливают кипящим сливочным маслом и посыпают рубленой петрушкой. В советской кухне жаренное на сковороде панированное в муке филе судака, трески, камбалы или морского окуня, сервированное с большим количеством жареного репчатого лука, называлось «рыба жареная по-ленинградски».
Рыба, приготовленная во фритюре, в современной русской кулинарной терминологии называется «рыба фри», исконно русское название для таких блюд было «пряжёная рыба», таким способом обычно готовили судака. Для жарки во фритюре — в большом количестве жира (в идеале в четыре раза превышающем количество рыбы) подходят порционные куски филе с кожей и без кожи, но без рёберных костей либо мелкая рыба целиком. Фритюр представляет собой смесь животного жира и растительного масла в пропорции 60:40, которая при нагревании до высокой температуры не меняет своего химического состава и позволяет избежать чада в процессе приготовления. Во избежание разваливания кусков на части во время обжарки во фритюре рыбу требуется тщательно обсушить. Продолжительность жарки во фритюре составляет 3—5 минут, затем дают стечь жиру в дуршлаге или на бумаге и доводят до готовности в духовом шкафу в течение 5—7 минут. В советской ресторанной кухне во фритюре готовили панированное рыбное филе сложенным восьмёркой и сколотым шпажкой, к нему сервировали зелёное масло и подавали под названием «рыба жареная восьмёркой» или «рыба кольбер». В классической французской кухне жаренную во фритюре и подаваемую с зелёным маслом рыбу кольбер, преимущественно камбалу, разделывают особым способом, отделяя филе от позвоночника. Во фритюре также готовят рыбу в кляре — жидком тесте с добавлением взбитых яичных белков, при таком способе используется филе без кожи, нарезанное продольными кусочками длиной до 5 см. Жаренная в кляре рыба называется «рыба орли́», по названию аэропорта в Париже, в ресторане которого такая техника была придумана. «Фиш энд чипс», жаренная в кляре рыба и картофель фри, — национальное блюдо Великобритании. Жаренная в тесте рыба «песка́до фри́то» (исп. pescado frito — букв. «жареная рыба») — типичное блюдо средиземноморской кухни. В Испании, в особенности в Андалусии, оно обязательно присутствует в меню пляжных ресторанчиков чирингито. На винных дегустациях в гуачинче на Канарских островах подают рыбные чуррос (исп. churros de pescado), а в мадридских барах — тапас из павийских солдатиков.
Приготовленные на решётке (рошпаре, рашпере) или вертеле рыбные блюда называются рыба грилье́. Таким способом в русской кухне чаще всего готовят осетровую рыбу порционными кусками. Приготовленная на вертелах осетрина или форель в древней русской кухне называлась «ве́рченая рыба». Для жарки на гриле подходит также мелкая рыба целиком или крупная рыба порционными кусками, натуральными, предварительно маринованными или панированными.
В немецком Вормсе ежегодно в последние выходные августа проходит фестиваль жареной рыбы «Бакфишфест».